# Agente 47
Agente 47 é um personagem fictício, o protagonista da franquia de jogos eletrônicos de stealth Hitman desenvolvido pela IO Interactive. Agente 47 é um assassino de aluguel profissional e um clone humano modificado criado em um sanatório na Romênia a partir do DNA de cinco homens diferentes que tinham o objetivo de criar uma ser humano altamente eficaz em matar. Ele após fugir do sanatório, é contratado pela Agência Internacional de Contratos (ICA), uma organização de assassinatos muito secreta.
47 é interpretado por David Bateson através de sua voz em todos os jogos. E nos filmes, interpretado por Timothy Olyphant e Rupert Friend em Hitman (2007) e Hitman: Agente 47 (2015) respectivamente. Ele é um assassino de aluguel apático, o jogador controla 47 e viaja ao redor do mundo para executar diversos indivíduos criminosos de grande poder ou não, que em maioria são passados para ele pela Diana Burnwood, sua informante responsável da Agência Internacional de Contratos (ICA). 47 leva esse nome pois é o quadragésimo sétimo clone criado em laboratório como parte de um experimento financiado por vários criminosos poderosos que buscavam criar um exército de soldados humanos obedientes, sem emoções e com uma capacidade intelectual e de força superiores a qualquer humano. Como um dos últimos clones a serem criados, 47 também está entre os mais habilidosos, e consegue escapar de seus criadores e encontrar emprego na ICA.

## Conceito e criação
De acordo com Jacob Andersen, designer-chefe de Hitman 2: Silent Assassin, o Agente 47 teve algumas etapas antes do design final como um "cara cabeludo e malvado" até um cara de "óculos de alta tecnologia". Inspirações para a criação do personagem vieram de histórias em quadrinhos, filmes de Hong Kong e outras mídias semelhantes. 

### Aparência

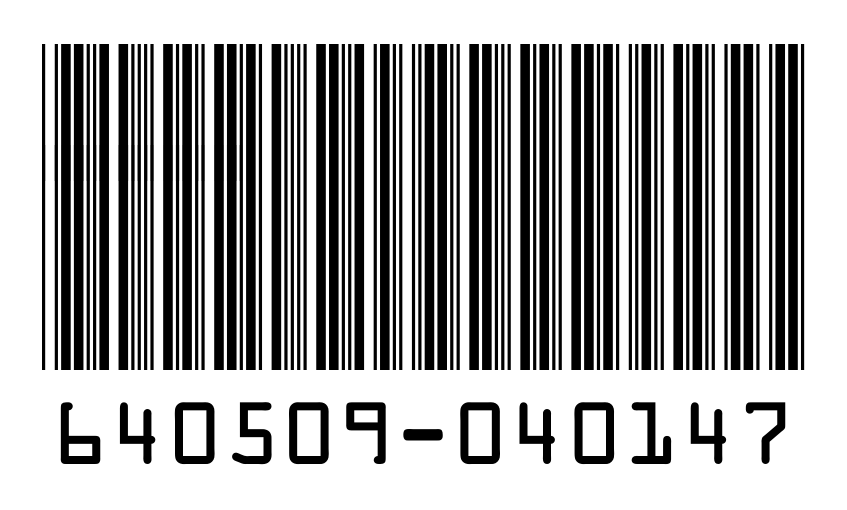
O código de barras tatuado na nuca de 47, os seis números à esquerda indica sua data de nascimento (5 de setembro de 1964) e os seis números à direita informa o número de registro de sua clonagem (ele é o quadragésimo sétimo clone do primeiro lote da quarta série de clones).

O Agente 47 tem uma tatuagem na parte de trás de sua cabeça em formato de um código de barras. Os desenvolvedores disseram que decidiram incluí-la para dar aos jogadores "algo para olhar" pelo fato do personagem ser careca; já no enredo dos jogos, o código servia como registro de identidade dentre os outros clones no laboratório. 47 em praticamente todas as suas missões nos jogos veste um traje característico e principal que consiste em um terno preto, luvas e sapatos de couro preto, camisa branca e gravata avermelhada. Como o foco principal da série é a furtividade, 47 tem a capacidade de trocar seu traje por outros de NPCs masculinos e se disfarçar para evitar ser detectado nas missões.